# 乌坭塘
乌坭塘是中国广东省广州市从化区的一个自然村。在太平镇东面约5.5千米，属飞鹅村管辖。明朝时建村，因村旁的池塘名称“乌坭塘”而得名。1998年时，全村人口116人。